# Янъы дюнья
Янъы́ дюнья́ (крымскотат. Yañı dünya, Янъы дюнья — Новый мир) — республиканская газета на крымскотатарском языке, издающаяся в Крыму. Выходит один раз в неделю (по пятницам), тираж 3,7 тыс. экземпляров.

## История
Первый номер газеты вышел в Москве в 1918 году. Вскоре газета стала выходить в Симферополе. Первым редактором газеты стал турецкий коммунист Мустафа Субхи, а редакция газеты расположилась в усадьбе Муфти-заде. В конце 1930-х была переименована в «Къызыл Къырым» (Красный Крым). В 1920-е годы редакция газеты размещалась в бывшем доме Шабетая Дувана. С 1936 по 1940 год ряд выпусков газеты оформил художник-орнаменталист Амет Калафатов.
В результате депортации крымских татар в 1944 году, издание газеты было прекращено. В 1957 году издание газеты было возобновлено в Ташкенте под названием «Ленин байрагъы» (Ленинское знамя). В то время газета была печатным органом ЦК КП Узбекской ССР. В 1970-е годы газета выходила 3 раза в неделю тиражом 23 тыс. экземпляров.
В 1991 году редакция газеты переехала в Симферополь и название было изменено на первоначальное «Янъы дюнья». В 2007 году тираж составлял 2,5 тыс. экземпляров.

## Известные работники
- Нагаев, Сафтер Аблямитович — в 1965—1987 годах — литературный сотрудник и заведующий отделом республиканской газеты «Ленин байрагъы» («Ленинское знамя»).
- Кандымов, Юнус Уразович — 1981—1989 — корреспондент, заведующий отделом крымскотатарской газеты «Ленинское знамя» (Ташкент); 1989—1993 — корреспондент газет «Янъы дюнья» («Новый мир»); 1996—2001 — заведующий отделом газеты «Янъы дюнья».
- Велиев, Аблязиз — в 1969—1985 годах работал в редакции газеты «Ленин байрагъы» («Ленинское знамя»); c возвращением на родину жил в городе Симферополе и работал заместителем редактора газеты «Янъы дюнья» («Новый мир»).
- Тынчеров, Раим — В 1957 году начал работу в первой крымскотатарской газете послевоенного периода «Ленин байрагъы» («Ленинское знамя»), где проработал до последних дней жизни (до 1973).
- Фазыл, Риза Эмирович — в 1965—1980 годах — сотрудник ташкентской крымскотатарской газеты «Ленин байрагъы» («Ленинское знамя»), работал переводчиком и начальником отдела.
- Болат, Юсуф — с 1941 года — заместитель редактора газеты «Къызыл Къырым»; в 1961—1984 годах заведующий отделом, затем ответственный секретарь и позже заместитель редактора газеты «Ленин байрагъы» («Ленинское знамя»).
- Умеров, Эрвин Османович — работал в течение 5 лет литсотрудником газеты «Ленин байрагъы» («Ленинское знамя», Ташкент).
- Алядин, Шамиль — в 1936 г. Шамиль Алядин становится заместителем редактора крымской газеты «Янъы дюнья».
- Осман, Айдер — по окончании факультета журналистики Ташкентского университета до 1985 работал в газете «Ленин байрагъы», потом По окончании факультета журналистики Ташкентского университета, работал в газете «Ленин байрагъы».
- Абдурахманов, Иса — начиная 1961 его стихи появляются на страницах газеты «Ленин байрагъы».
- Селимов, Мустафа Веисович — многие годы писал для газеты «Ленин байрагъы», консультировал рубрику «Джесарет» (мужество), посвящённую участию в Великой Отечественной войне крымских татар[5].
- Керим Джаманаклы — начал публиковать стихи с 1924 года, они печатались в национальных периодических изданиях, в том числе «Енъи дюнъя», «Къызыл Крым», а конца 1950-х произведения автора печатались на страницах крымскотатарской газеты «Ленин байрагъы», что издавалась в Узбекистане.
- Ипчи, Умер — со второй половины 1920-х годов был сотрудником газеты «Янъы дюнья» («Новый мир»).
- Умеров, Нузет Абибулаевич — с 1984 по 2006 год Нузет Умеров — главный редактор старейшей крымскотатарской газеты «Янъы дюнья».
- Эминов, Сеитумер Гафарович — в конце 90-х годов произведения поэта публиковались в том числе в газете «Янъы дюнья».
- Акимов, Джеббар Акимович — до Великой Отечественной войны работал редактором в газете «Къызыл Къырым» (Красный Крым). До прихода немецких войск в Крым, по решению партийных органов, Акимов эвакуирован с назначением главным редактором газеты «Къызыл Къырым» в эвакуации.
- Ваап, Бекир — до Великой Отечественной войны печатал свою поэзию в том числе в газете «Къызыл Къырым».
- Меджитова, Джеварие — В 1938 году написала стихотворение, посвящённое беспосадочному перелёту Москва — Дальний Восток, которое опубликовали в газете «Къызыл Къырым», а затем в переводе на русский язык в газете «Красный Крым». Во время депортации являлась постоянным автором газеты «Ленин байрагъы» (Ленинское знамя).
- Дерен-Айерлы, Осман Абдул Гани — в 1922 году Дерен-Айерлы становится редактором газеты «Енъи дюнья» («Новый мир»), в статьях делает акцент на национальном развитии республики, предлагая соотечественникам брать в свои руки управление экономикой, производством. За это он был исключён из обкома партии и отстранён от работы в газете «Енъи дюнья».
- Леманов, Исмаил Номанович — с 1921 по 1934 год являлся штатным сотрудником газеты «Енъи дюнья» в Симферополе.
- Гафар, Джафер — в 1928 году работал редактором газеты «Енъи (Янъы) дюнья» («Новый мир»).
- Дерменджи, Абдулла Ибраимович — в 1934—1937 годах работал литературным сотрудником, заведующим отделом, заместителем редактора газеты «Енъи дунья», в 1957—1968 годах — ответственный секретарь, затем заместитель редактора газеты «Ленин байрагъы».[6]
- Абилев, Вели Муратович — с 1935 по 1938 год — исполняющий обязанности редактора в газете «Янъы дюнья» (Новый мир).[7]
- Сейран Сулейман — журналист и переводчик.